# Le Ménage de Rigadin
Pour plus de détails, voir Fiche technique et Distribution.
Le Ménage de Rigadin est un film muet français réalisé par Georges Monca, sorti en 1912.

## Fiche technique
- Titre : Le Ménage de Rigadin
- Réalisation : Georges Monca
- Scénario : Julien Berr de Turique
- Photographie :
- Montage :
- Société de production : Pathé Frères
- Société de distribution : Pathé Frères
- Pays d'origine :  France
- Langue : film muet avec les intertitres en français
- Métrage : 245 mètres
- Format : Noir et blanc — 35 mm — 1,33:1 — Muet
- Genre :  Comédie
- Durée : 8 minutes
- Dates de sortie : 
  - France : 14 juin 1912

## Distribution
- Charles Prince : Rigadin
- Amélie Diéterle :	Madame Rigadin